# Peron boczny

Perony boczne z przejściem nadziemnym

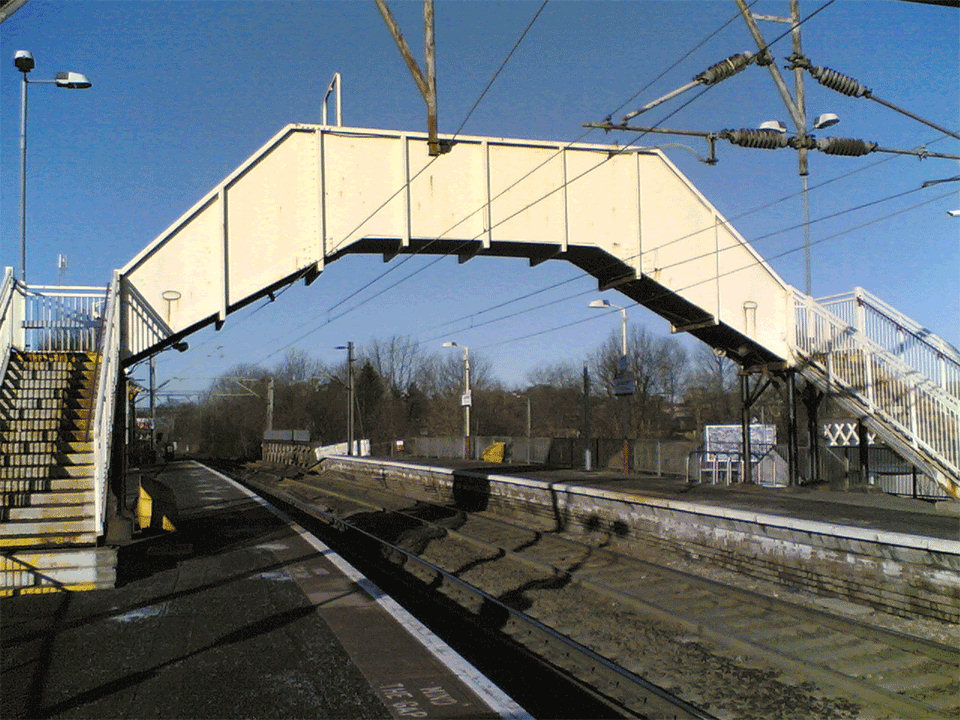
Stacja Jordanhill z dwoma peronami bocznymi, połączonymi kładką dla pieszych

Peron boczny – peron umiejscowiony po zewnętrznych stronach torów linii dwutorowej, posiadający jedną krawędź peronową. 
Jego zaletą jest brak konieczności odsunięcia torów od siebie, jak to ma miejsce w przypadku peronów wyspowych. W związku z tym umożliwia to przejazd pociągom bez zatrzymywania się z maksymalną dopuszczalną prędkością. Perony boczne zapewniają także bezpieczne dojście dla pasażerów.